# 82 (số)
82 (tám mươi hai) là một số tự nhiên ngay sau 81 và ngay trước 83.